# Mainichi Shimbun

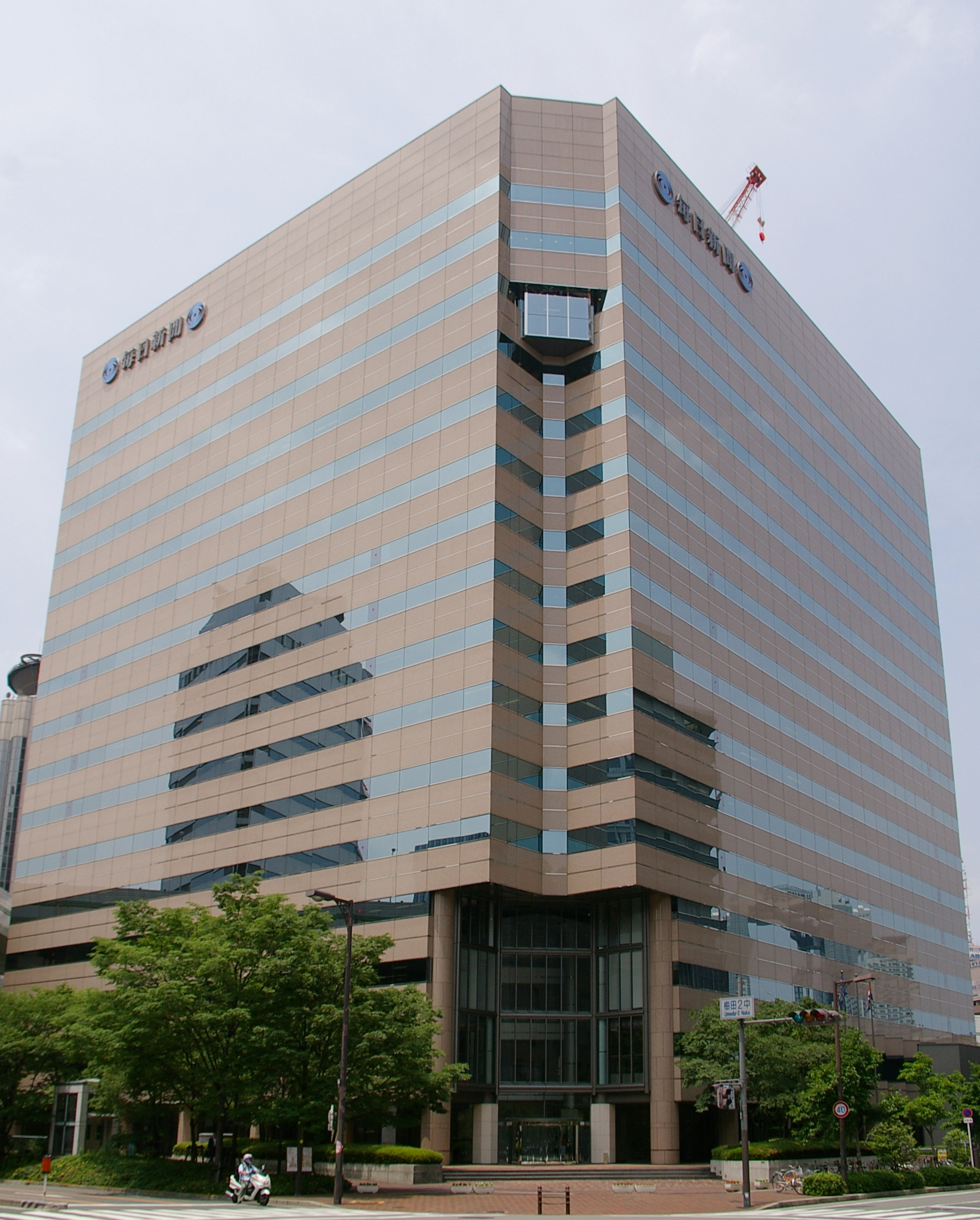
Văn phòng Mainichi Shimbun tại Osaka

Mainichi Shimbun (毎日新聞 (Mỗi Nhật tân văn) nghĩa là "tin tức hàng ngày") là một trong các tờ báo chính tại Nhật Bản, do Công ty TNHH Báo chí Mainichi (株式会社毎日新聞社 (Chu thức hội xã Mỗi Nhật tân văn xã) Kabushiki-gaisha Mainichi Shinbunsha) phát hành.

## Lịch sử
Lịch sử của tờ Mainichi Shimbun bắt đầu với việc hình thành hai tờ báo trong thời kỳ Minh Trị. Tokyo Nichi Nichi Shimbun (Đông Kinh Nhật Nhật Tân văn) được thành lập trước vào năm 1872. Mainichi tuyên bố mình là tờ báo lâu đời nhất Nhật Bản còn tồn tại. Osaka Mainichi Shimbun được thành lập bốn năm sau đó, tức năm 1876. Hai tờ báo được thống nhất vào năm 1911, song hai công ty vẫn tiếp tục in tờ báo của họ một cách độc lập cho đến năm 1943, khi cả hai phiên bản được sáp nhập với nhau với tên gọi Mainichi Shimbun. Năm 1966, văn phòng tại Tokyo được chuyển từ Yurakucho đến Takebashi, và đến năm 1992, văn phòng tại Osaka chuyển từ Dojima đến Nishi-Umeda.
Mainichi có 3.200 nhân viên tại 364 văn phòng tại Nhật Bản và 26 cơ quan tại hải ngoại. Đây là một trong 3 tờ báo lớn nhất Nhật Bản xét về số lượng phát hành và số người làm việc, bên cạnh đó là 79 công ty cộng tác, bao gồm Hệ thống Truyền thông Tokyo (TBS), Hệ thống Truyền thông Mainichi (MBS) và Báo Thể thao Nippon.

## Văn phòng
- Tòa soạn Tokyo (東京本社 Tōkyo Honsha?), cơ sở chính

1-1-1, Hitotsubashi, Chiyoda, Tokyo
- Tòa soạn Osaka (大阪本社 Ōsaka Honsha?)

3-4-5, Umeda, Kita-ku, Osaka
- Tòa soạn Seibu (西部本社 Seibu Honsha?)

13-1, Konya-machi, Kokura Kita-ku, Kitakyushu
- Tòa soạn Chubu (中部本社 Chūbu Honsha?)

Midland Square, 4-7-1, Meieki, Nakamura-ku, Nagoya